# 2026-os IIHF divízió IV-es jégkorong-világbajnokság
A 2026-os IIHF divízió IV-es jégkorong-világbajnokság mérkőzéseit egy hat csapatos csoportban fogják megrendezni.

## Résztvevők
| Csapat       | Kvalifikáció                                     |
| ------------ | ------------------------------------------------ |
| Szingapúr    | A 2025-ös divízió III/B 6. helyezettje, kiesett. |
| Örményország | A 2025-ös divízió IV 2. helyezettje.             |
| Kuvait       | A 2025-ös divízió IV 3. helyezettje.             |
| Indonézia    | A 2025-ös divízió IV 4. helyezettje.             |
| Irán         | A 2025-ös divízió IV 5. helyezettje.             |
| Malajzia     | A 2025-ös divízió IV 6. helyezettje.             |

### Tabella
| Hely. | Csapat       | M | Gy | HGy | HV | V | G+ | G– | Gk | P | Feljutás vagy kiesés         |
| ----- | ------------ | - | -- | --- | -- | - | -- | -- | -- | - | ---------------------------- |
| 1.    | Szingapúr    | 0 | 0  | 0   | 0  | 0 | 0  | 0  | 0  | 0 | Feljutott a divízió III/B-be |
| 2.    | Örményország | 0 | 0  | 0   | 0  | 0 | 0  | 0  | 0  | 0 |                              |
| 3.    | Kuvait       | 0 | 0  | 0   | 0  | 0 | 0  | 0  | 0  | 0 |                              |
| 4.    | Indonézia    | 0 | 0  | 0   | 0  | 0 | 0  | 0  | 0  | 0 |                              |
| 5.    | Irán         | 0 | 0  | 0   | 0  | 0 | 0  | 0  | 0  | 0 |                              |
| 6.    | Malajzia     | 0 | 0  | 0   | 0  | 0 | 0  | 0  | 0  | 0 |                              |